# Ba (chinesische Mythologie)
Ba (chinesisch 魃, Pinyin bá), auch Nüba (女魃,  nǚbá) oder Hanba (旱魃,  hànbá), ist die Tochter des mythischen Kaisers Huang Di und chinesische Göttin der Dürre.
Ba, die in den klassischen Werken Shijing, Shanhaijing und Shenyijing erwähnt wird, wird als etwa einen Meter groß, zweiäugig und kahl beschrieben. Sie sah wie ein Mensch aus, ging aber so schnell wie der Wind und trug keine Kleidung. Anderen Beschreibungen zufolge war ihre Kleidung grün. Wo immer sie sich aufhielt, trat eine Dürre auf, die nur dadurch gestoppt werden konnte, dass man Ba fing und in Exkremente warf. Sie lebte auf der Gonggong-Terrasse am Xikun-Berg in Nordchina.
Während der Schlacht der Elemente, wo König Chiyou mit dem Gott des Windes Feng Bo und dem Gott des Regens Yu Shi gemeinsam Huang Di angriff, rief letzterer Ba zur Hilfe. Durch ihre Anwesenheit hörte der Regen auf, Chiyou konnte gefangen genommen und hingerichtet werden. Nach der Schlacht verlor Ba ihre Kraft in den Himmel zu steigen und musste fortan auf der Erde leben. Da sie durch ihre Anwesenheit überall Trockenheit auslöste, beschwerte sich bald der Gott der Landwirtschaft Shujun bei Huang Di. Ba wurde befohlen, sich nur noch nördlich des Gelben Flusses aufzuhalten. Es gefiel ihr aber nicht, an einem Ort zu bleiben, sie zog im Gegenteil immer wieder umher.
Die Menschen mussten, wenn sie auf Regen hofften, Ba vertreiben. In manchen Regionen Chinas ist überliefert, dass es helfe, Kanäle auszuheben und zu ihr zu beten, dass sie im Norden bleiben solle. Im Norden der Provinz Henan glaubte man, dass sich Ba in einer frisch bestatteten Leiche verstecke. Wenn Regen für längere Zeit ausblieb, dann wurden frische Gräber geöffnet und die Leichen ausgepeitscht, um Ba zu vertreiben. In Sichuan wurde Ba rituell vertrieben, indem ein Mann sich als Ba verkleidete und von vier Kämpfern mit Geschrei und Trommellärm für mehrere Stunden durch das Dorf getrieben wurde.